# Ушомир
Ушо́мир (укр. Ушомир) — село в Коростенском районе Житомирской области Украины.
Расположено на реке Уж и её притоке Саженка (Сажалка).

## История
Поселение основано в 1683 году.
В 1866 году в селе Ушомир Житомирского уезда Волынской губернии Российской империи насчитывалось 153 дома и 1731 житель.
В ходе Великой Отечественной войны с августа 1941 до 29 декабря 1943 года селение находилось под немецкой оккупацией.
По переписи 2001 года население составляло 1323 человека.
Здесь находится 1322-я артиллерийская база боеприпасов вооружённых сил Украины (в/ч А-1796).

## Известные люди
- Трохимчук, Виктор Васильевич — профессор, заслуженный работник образования Украины. Родился, жил и учился в средней школе с. Ушомир.
- Кипнис, Левин[англ.] — еврейский детский поэт и композитор.
- Рабинович, Семён Хацкелевич — участник ВОВ, журналист и писатель (1903—1971)

## Адрес местного совета
11571, Житомирская обл., Коростенский р-н, с. Ушомир, ул. Березюка, 17; тел. 6-92-42.

## Галерея
- Школа-интернат
- Братская могила в парке
- Зоопарк в селе